# ブラッディ・マーシュの戦い
ブラッディ・マーシュの戦い（ブラッディ・マーシュのたたかい、英語: Battle of Bloody Marsh）はジェンキンスの耳の戦争中の1742年7月18日（グレゴリオ暦）、ジョージア植民地のセント・サイモンズ島（現ジョージア州領）においてイギリス軍とスペイン軍の間で行われた戦闘。戦闘はイギリスのフレデリカ砦とセント・サイモンズ砦をめぐって行われたが、戦略的には近くの海や水路の支配が目的であった。イギリス軍が勝利したことで、ジョージア植民地はセント・サイモンズ島の支配を揺るぎないものとした。同日に同じくセント・サイモンズ島で行われたガリー・ホール・クリークの戦いもイギリスが勝利した。

## 背景
イギリス出身のジェームス・オグルソープはジョージアの植民地化を推進、サバンナをその主な港とした。1730年代にはスペインとイギリスがジョージア植民地とスペイン領フロリダの境界をめぐって紛争を起こした。
スペインによる侵攻が現実的になると、オグルソープはジョージア南部の守備を強化すべく、レンジャーとインディアンの案内人2人とともに新しい町と砦の場所をセント・サイモンズ島に定めた。1734年、オグルソープはグレートブリテン議会と植民地の信託委員会に砦に駐留軍を置くための支出を承認させた。
信託委員会はまた、大勢の植民地人を招聘してセント・サイモンズ島へ移住させた。移住者や糧食を載せた船は1736年はじめにタイビー島に到着した。タイビー島に着いた移住者のうち、一部は本土に向かったが、ほかはピラフアでセント・サイモンズ島へ行き、フレデリカの集落を創設した。集落と要塞はフレデリカ川の曲がりに建設され、敵がどちらの方向からやってきても対処できるようにした。
1737年、オグルソープは資金集めのために、および兵士を招集する許可を得るためにイングランドへ戻り、見事に議会からの許可を勝ち得た。彼は（人数は少ないものの）サウスカロライナとジョージア植民地のイギリス軍総司令官に任命された。その後、彼はインヴァネスでスコットランド人兵士を招集、兵士たちには家族とともにアメリカ本土のアルタマハ川河口にあるデアリアン（当時は短期間「ニュー・インヴァネス」（New Inverness）と名付けられた）に移住させた。このとき招集された兵士は現地でハイランド独立中隊（Highland Independent Company）として知られたが、イギリスの正式な記録ではオグルソープの歩兵連隊（Oglethorpe's Regiment of Foot）という名前で記録され、1747年には第42歩兵連隊であったが1749年5月29日に解散された。
セント・サイモンズ島では5マイル離れた2つの砦が建設され、荷車1台の広さの道（ミリタリー・ロード、Military Roadと名付けられた）でつながれた。ミリタリー・ロードが建設されたことで、セント・サイモンズ砦からフレデリカ砦の駐留軍や近くの集落へ食料を送ることができた。
戦闘はジェンキンスの耳の戦争の最中、スペインによる侵攻の一環として行われた。

## 侵攻と戦闘

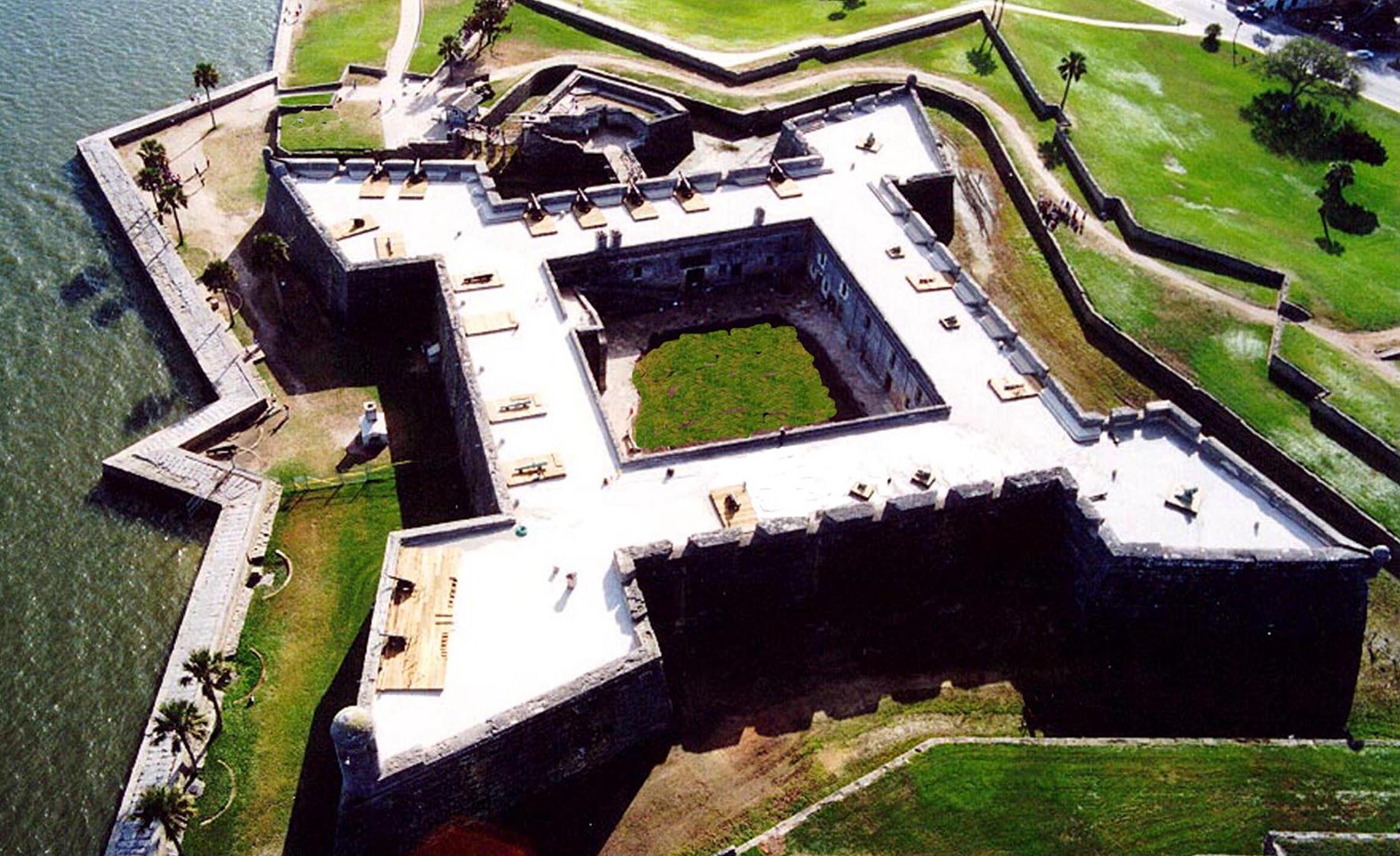
マヌエル・デ・モンティアーノのサンマルコス砦

スペインのマヌエル・デ・モンティアーノ総督率いる侵攻軍は4,500人から5,000人とされ、うち約1,900から2,000人は上陸軍だった。正規軍、民兵、インディアンの混成軍であったオグルソープの軍勢は1千人未満であった。セント・サイモンズ砦の駐留軍は侵攻軍に砲撃したが上陸を阻止するには至らなかった。
1742年7月16日、モンティアーノはフレデリカ川近くにあるガスコイン岬の近くで船36隻から1,900人を上陸させた。大人数の軍勢に直面したオグルソープはスペイン軍が強襲を仕掛ける前にセント・サイモンズ砦から撤退することを決めた。彼は砦をスペイン軍に使われないよう、駐留軍に大砲を破壊させ、砦にできる限りの破壊を行った。スペイン軍は翌日に砦を占領、侵攻の基地とした。

### ガリー・ホール・クリークの戦い
兵士と補給を揚陸し、セント・サイモンズ砦で足場を固めると、スペイン軍は近くへの偵察を始めた。スペインの偵察隊はセント・サイモンズ砦とフレデリカ砦を繋ぐ道を見つけたが、軍道ではなく農業用と勘違いした。7月18日、セバスティアン・サンチェス大佐（Sebastian Sanchez）率いる偵察隊約115人は道に沿って進み、フレデリカ砦から1.5マイルのところでノーブル・ジョーンズ率いるオグルソープの軍勢に遭遇した。両軍の間で後にガリー・ホール・クリークの戦いと呼ばれる小競り合いが起き、スペイン偵察隊は3分の1が戦死か捕虜にされて敗走した。オグルソープの軍勢はミリタリー・ロードを進んで追撃、セント・サイモンズ砦へ向かった。しかしスペイン軍の捕虜からスペインの大軍がフレデリカ砦に向けて進軍していることを漏らすと、オグルソープは増援を集めるために別行動をとった。

### ブラッディ・マーシュの戦い
イギリス軍はスペイン軍の増援が進軍してくると退却、ミリタリー・ロードの曲がりのところでサザーランド大尉（Southerland）とマッコイ大尉（Macoy）は停止を命じた。イギリス軍は半円形の開墾地の周り、木やキャベツヤシの後ろに隠れて待機、スペイン軍が来るところを待った。スペイン軍はイギリス軍の予想通り開墾地までやってきて、片側が沼地で逆側が森だったため安全だと考えて武装を解き、晩御飯の準備を始めた。そこへイギリス軍が森から発砲、数回一斉射撃を行ってスペイン軍の不意を突いて約200人を殺した。ブラッディ・マーシュでの戦闘は狂暴極めたものであり、沼地が戦死したスペイン兵士の血に満ちたという伝説から「ブラッディ・マーシュ」（血なまぐさい沼地）と呼ばれた。森の各所で戦死か瀕死のスペイン兵士が横たわっており、スペイン士官の一部は兵士を再集結させようとしたがスペイン兵士は狂乱して様々な方向へと逃げ、後ろにはイギリス軍からのマスケット銃射撃が続いた。バルバ自身は致命傷を負った後に捕虜になった。このブラッディ・マーシュの戦いはスペイン軍の進軍を押しとどめ、結果的には決定的な戦闘となった。勝利の功労者はオグルソープとされたが、彼が到着したのは戦闘が終わった後であった。
オグルソープは何とかスペイン軍を島から追い出そうとした。数日後、南側にあるスペイン人の集落に接近したオグルソープはとあるフランス人がイギリス側から脱走してスペイン側に寝返った。オグルソープはこの脱走者がイギリス軍がいかに小勢だったかをばらすことを恐れて軍楽隊の鼓手を引っ張り出してまるで大軍であるようにふるまった。さらに、彼は脱走者にイギリスから援軍が派遣されるまで出まかせの物語りを続けるようにと手紙を書き、スペイン軍に彼が派遣したスパイであるように勘違いするよう仕向けた。そして、スペイン軍の捕虜に手紙を持たせて釈放した。捕虜はオグルソープの目論見通り手紙をスペイン軍の士官に届け、フランス人脱走者は処刑された。さらにちょうどイギリス船が到着したためイギリスの援軍が到着したとのスペイン軍の勘違いはさらに深まった。結局スペイン軍は7月25日にセント・サイモンズ島から離れ、ジョージア植民地への最後の侵攻を終わらせた。

## その後
スペイン軍を撃退した後、オグルソープは反撃としてスペイン領フロリダへの侵攻を計画したが、戦場がアメリカからヨーロッパへと移ったため武器、補給、兵士などが不足した。ジョージアとフロリダ一帯はなし崩しに停戦、いくらかの小競り合いが起こったのみとなった。オグルソープは後に准将に昇進、1744年にジョージアを離れて帰国、以降イギリスを離れることはなかった。1748年のアーヘンの和約により戦争が終結、ジョージアはイギリス植民地として承認され、スペインもマドリード条約でそれを承認した。さらに七年戦争を終結させた1763年のパリ条約によりスペインがフロリダをイギリスに割譲すると、ジョージアの地位はゆるぎないものとなった。
サバンナのワームズロー史跡地では毎年ジェンキンスの耳の戦争の記念行事が行われる。

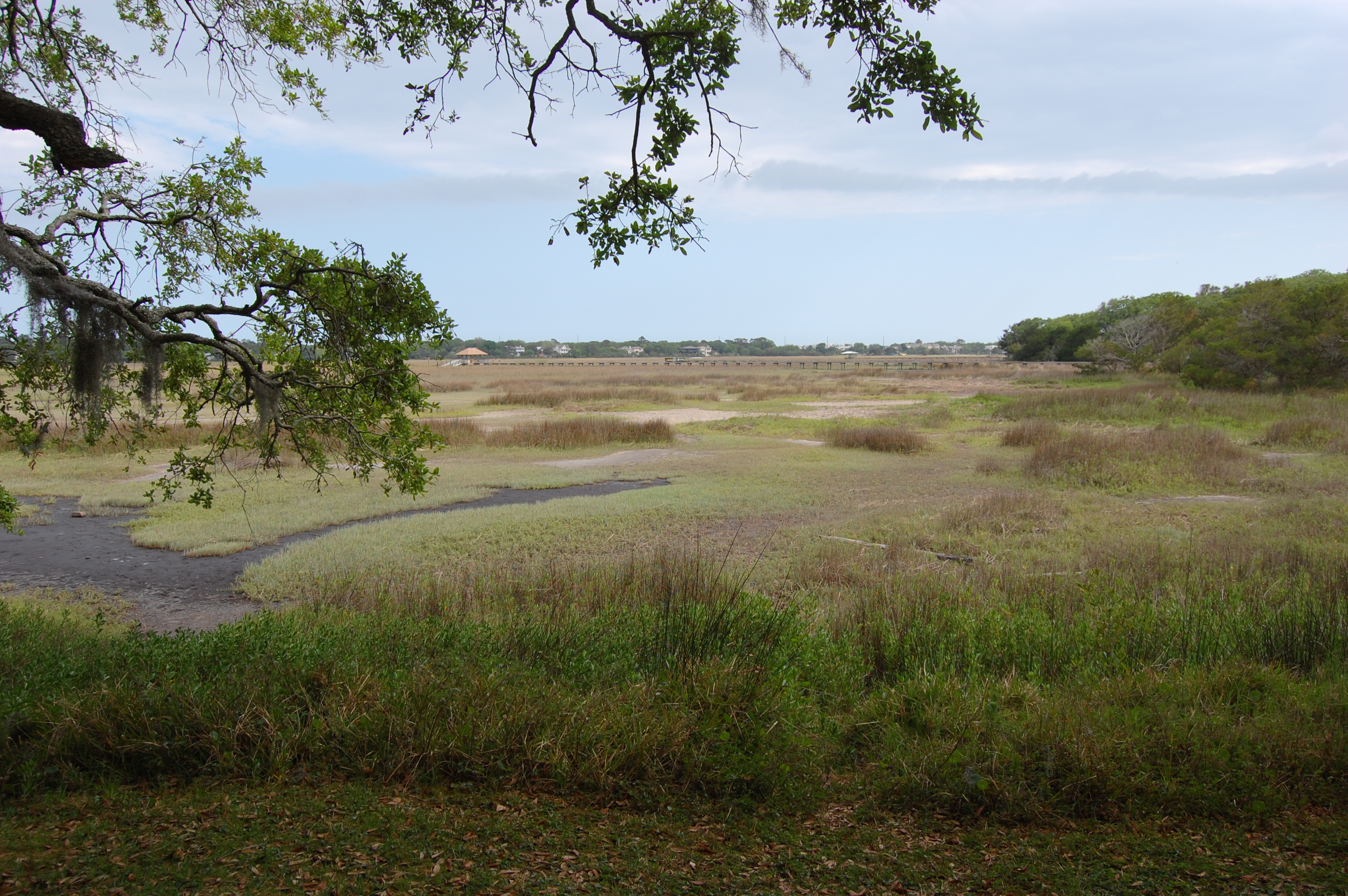
ブラッディ・マーシュ、2008年撮影
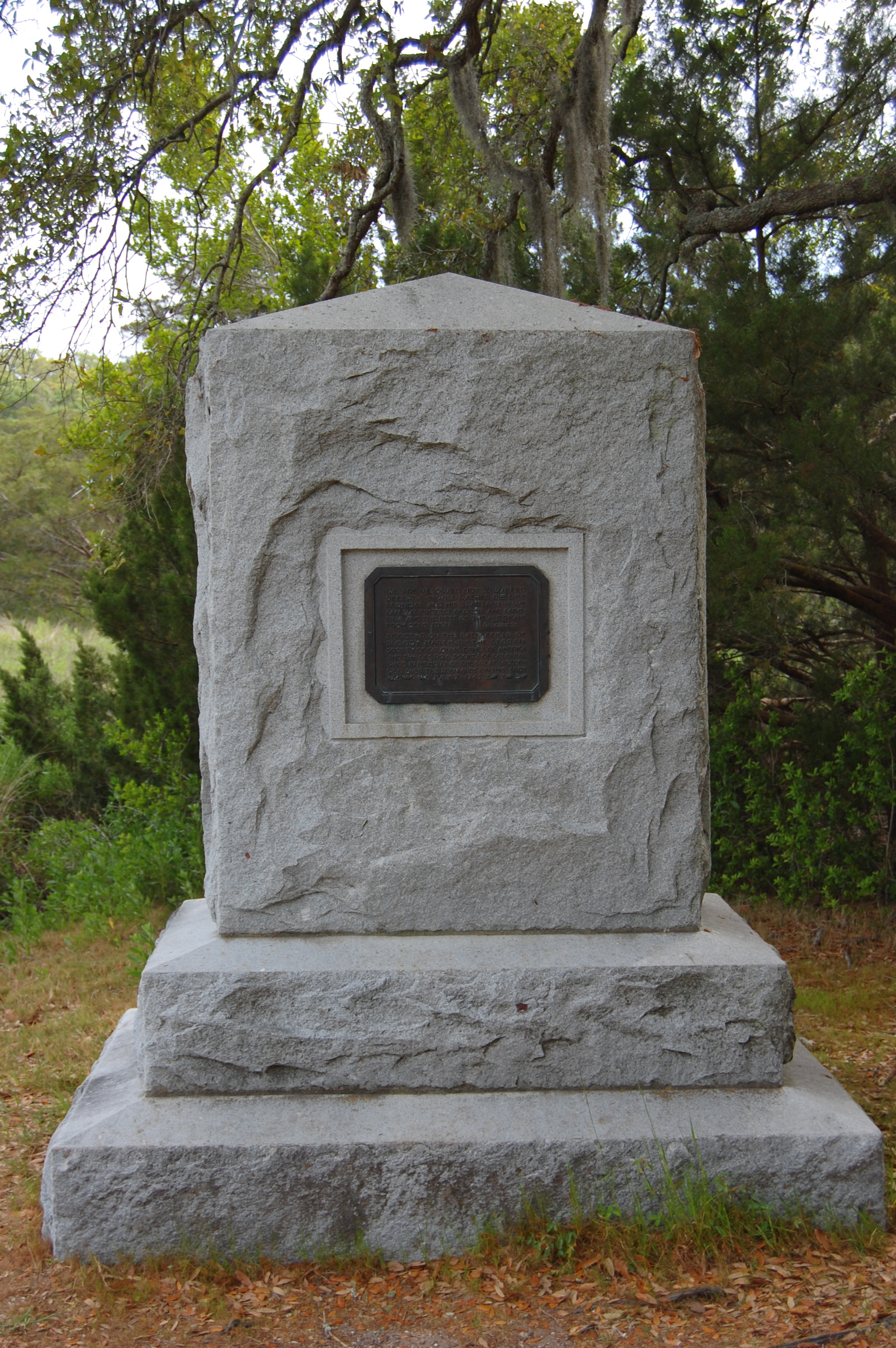
ブラッディ・マーシュの記念碑
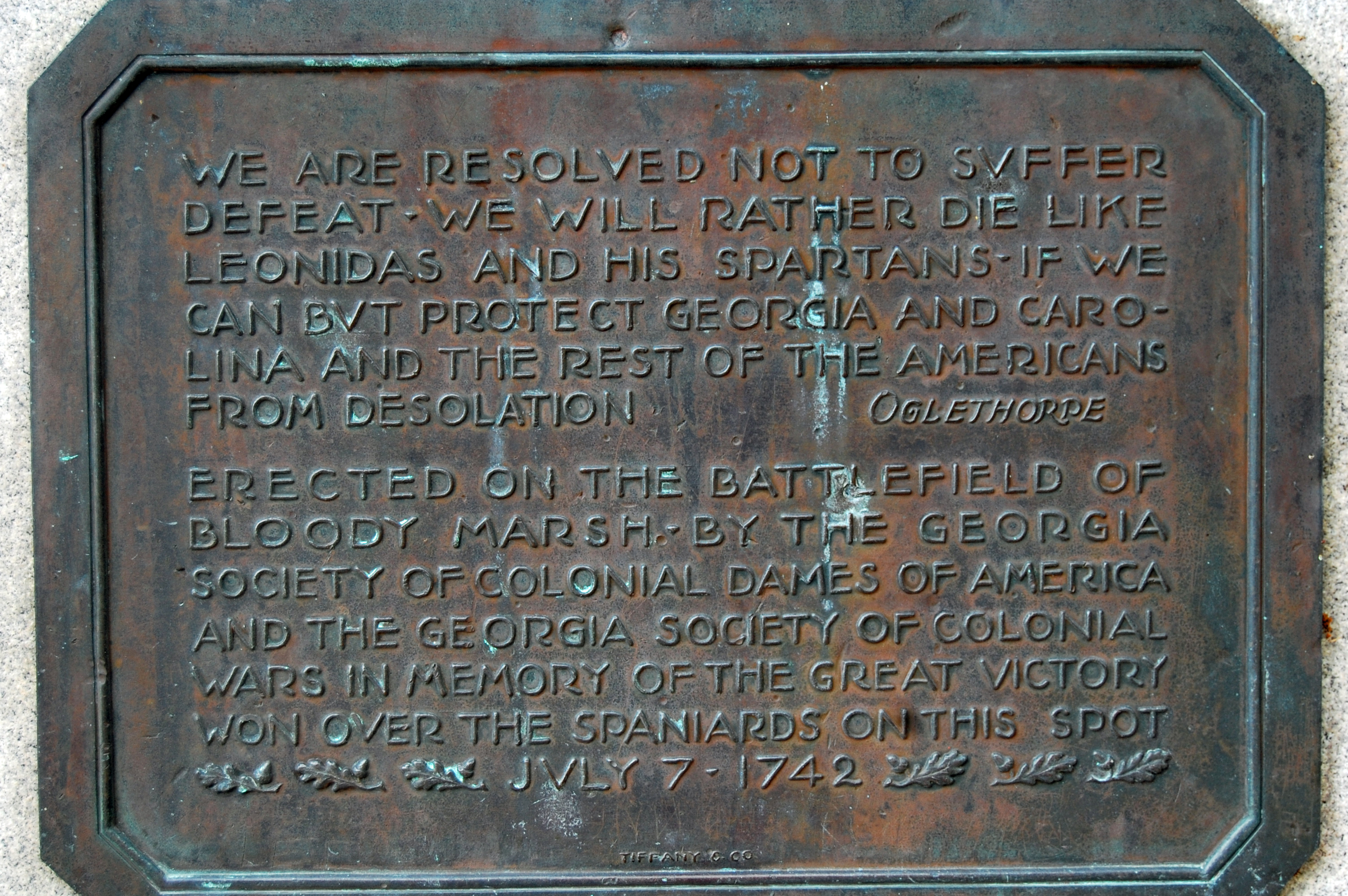
ブラッディ・マーシュの記念碑
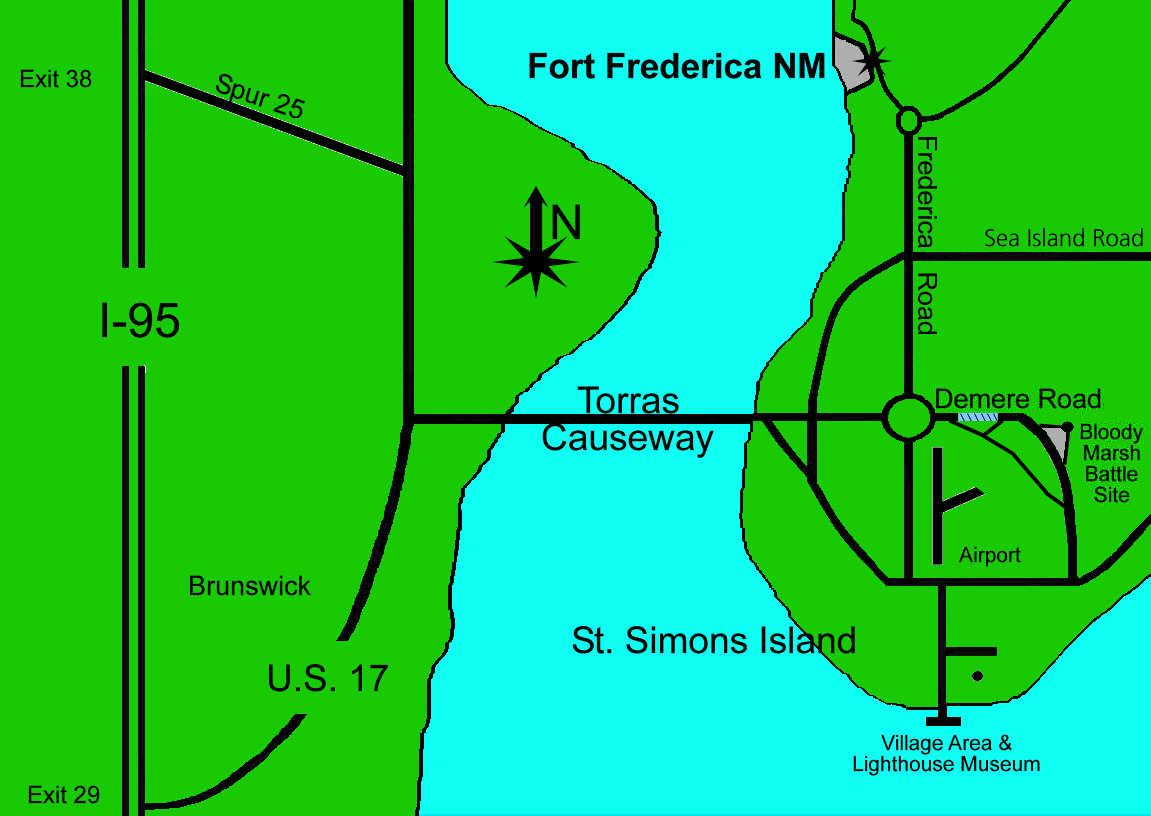
現代におけるブラッディ・マーシュ付近の地図
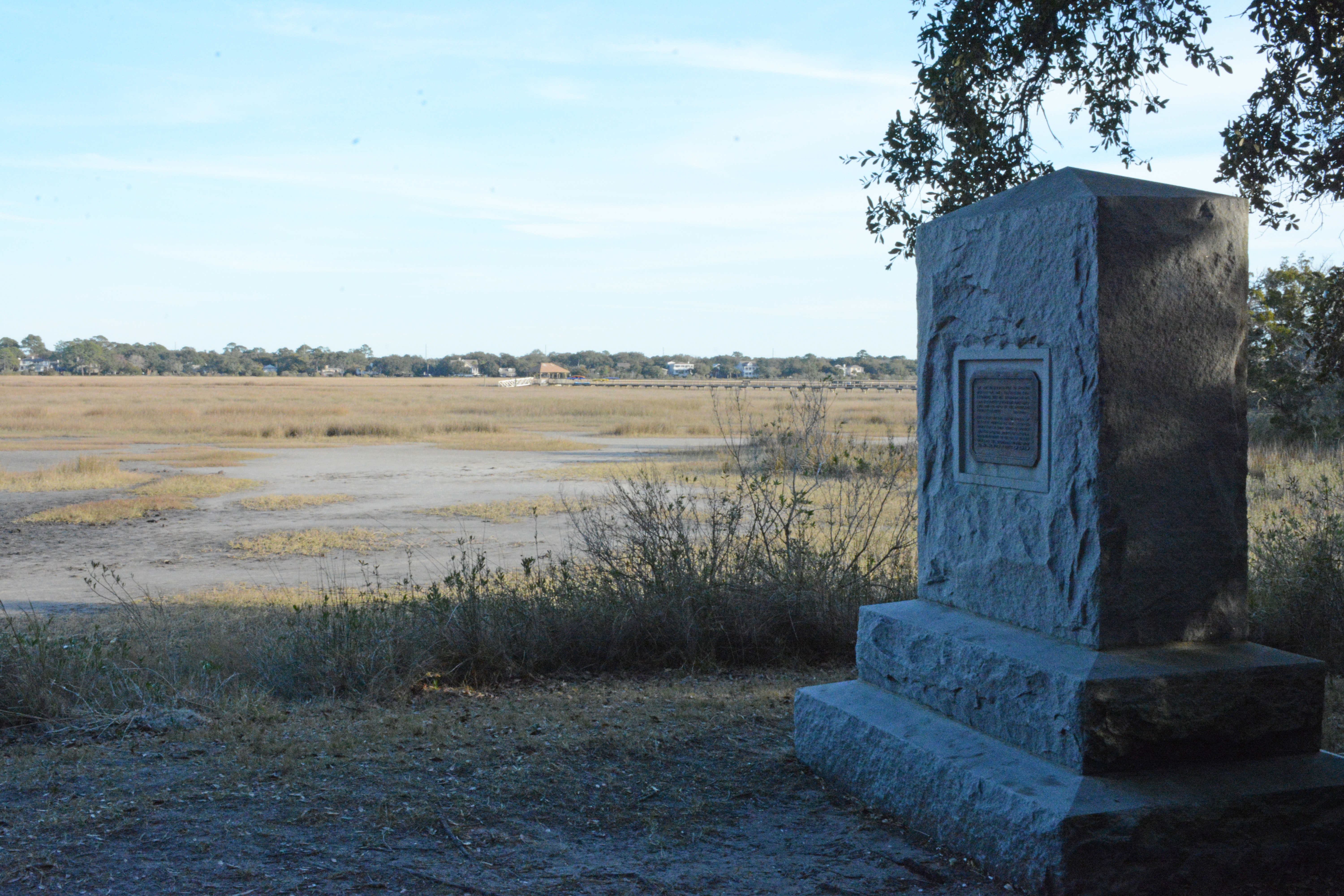
ブラッディ・マーシュと記念碑、2015年撮影
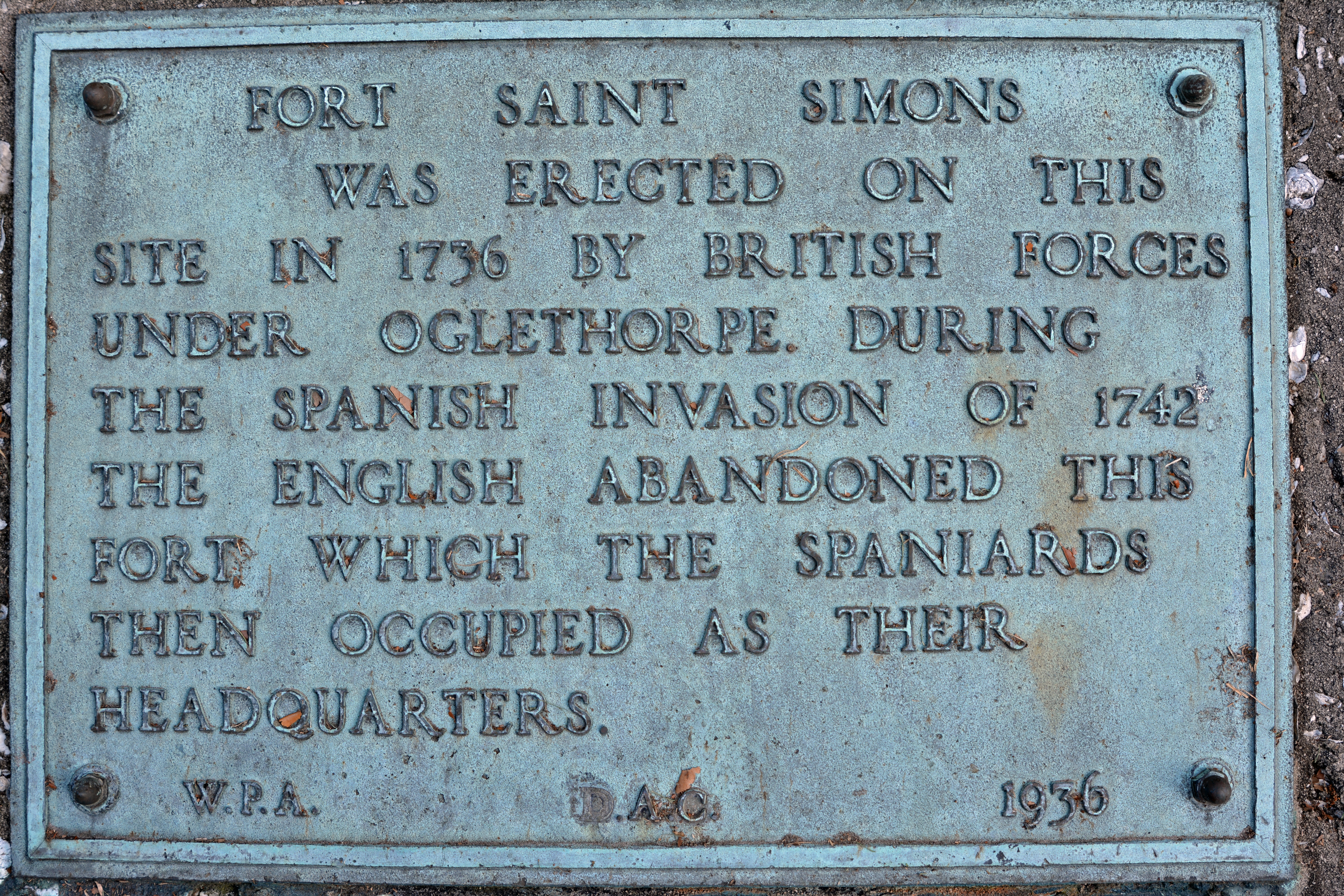
セント・サイモンズ砦を示すプレート